# Vårdtornet på Brunkebergsåsen

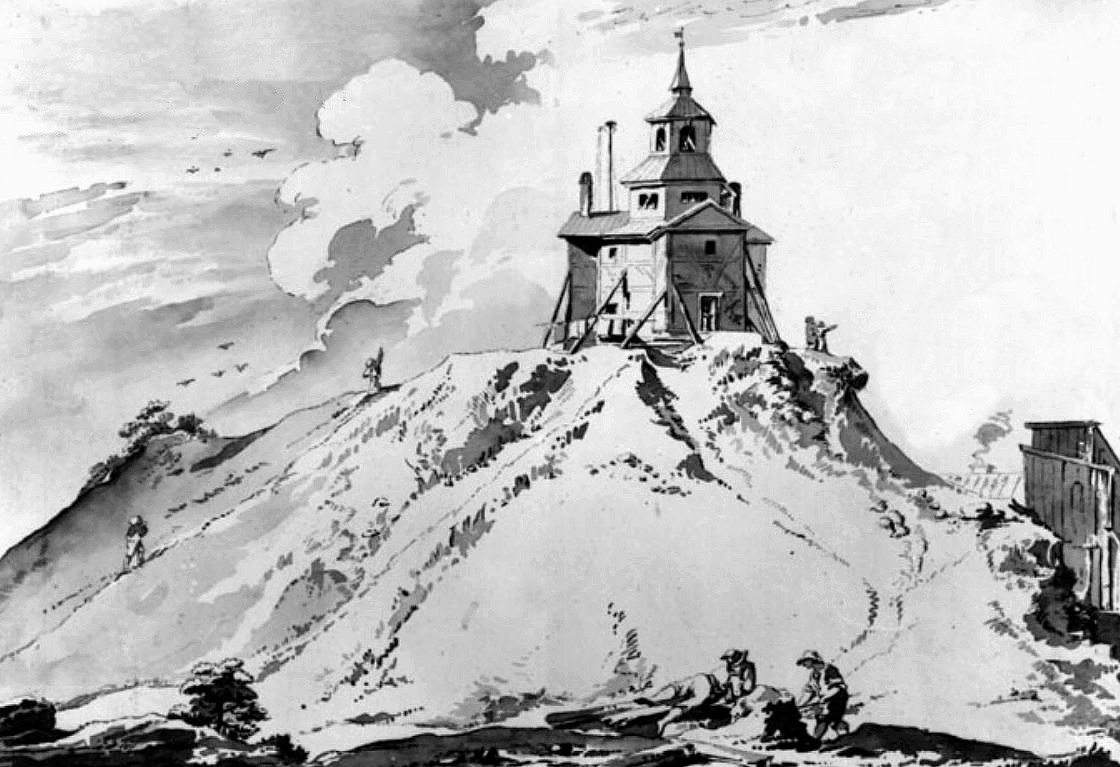
Brunkebergsåsens vårdtorn enligt Jean Erik Rehn 1760.

Brunkebergsåsens vårdtorn var en byggnad på Norrmalm i Stockholm. Vårdtornet var ett observations- och varningstorn som fanns i olika former fram till 1770-talet på Brunkebergets södra del. Med hjälp av signaler, klockklang, lurblåsning, flaggor och lyktor kunde man ange klockslag, stängningstid för värdshus och krogar eller visa var i staden det brann.

## Historik

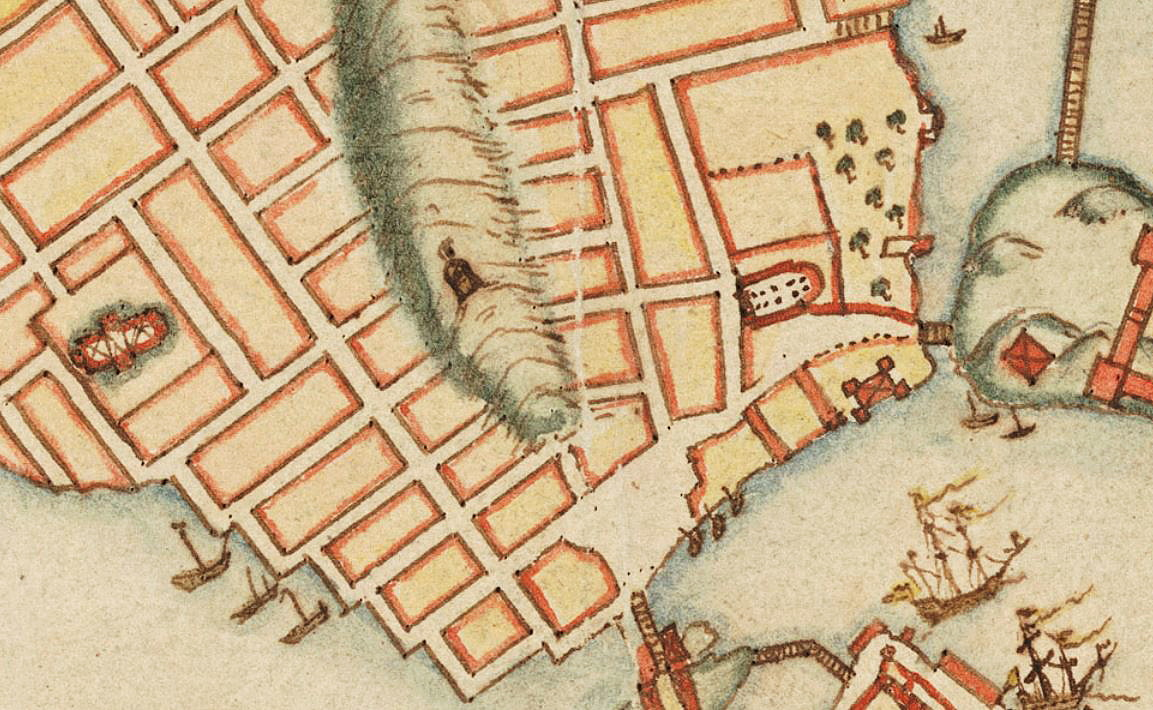
Brunkebergsåsen med vårdtornet 1642. Till vänster syns Klara kyrka.

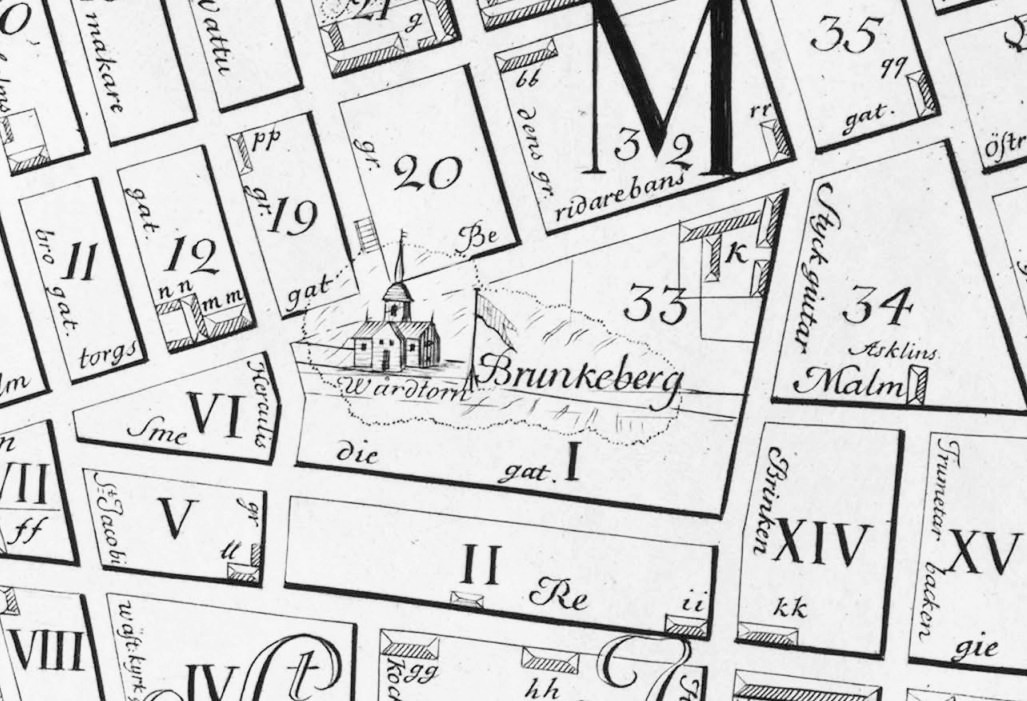
Brunkeberg med vårdtornet 1733.
(Norr är till höger)

Vårdtornet syns på en av Stockholms äldsta kartor från 1642 men fanns troligen redan tidigare. På Anders Wijkmans Stockholmspanorama från sekelskiftet 1700 och sett från Kungsholmen framgår vårdtornet (Wahrt Thurn) flankerat av tre salutkanoner som användes vid kungliga festligheter. Det där visade tornet uppfördes 1684. 
Byggnaden hade en sexkantig tornkropp i två våningar krönt av en lanternin. Tornkroppen var sammanbyggd med tre skorstensförsedda och stjärnformig anordnade flyglar. Den ena pekade i rak sydlig riktning medan de båda andra mot nordväst respektive nordost. Tornet var uppfört i korsvirke med putsat tegel emellan.
Det fanns fyra tornväktare som arbetade i skift. I deras uppgifter ingick inte enbart att varna genom klämtning för eldsvådor. En daglig återkommande syssla var timringning dygnet runt och lurblåsning nattetid. Varje afton hölls så kallad ”vårdringning” som innebar att ingen värdshus- eller krogvärd fick sälja öl eller andra alkoholhaltiga drycker längre samt som signal till eld- och ljussläckning i staden. Intill vårdtornet fanns även en fristående signalmast som sköttes av amiralitetets vaktmanskap. På Petrus Tillaeus karta från 1733 framgår Wårdtorn och Brunkeberg.
På 1700-talet kallades tornväktaren Jeppe på berget efter Ludvig Holbergs komedi med samma namn. Om denne Jeppe skaldade även Carl Michael Bellman i en av sina epistlar. Jeppe, blås i tornet blås! Som en gås kacklar den satan. Klockan klämtar vatten fås (ur Epistel nr 34). År 1750 upphörde amiralitetsvakten med signalgivning från Brunkeberget och tornväktarna fick ta över deras uppgifter.

## Förslag till nytt torn och rivning

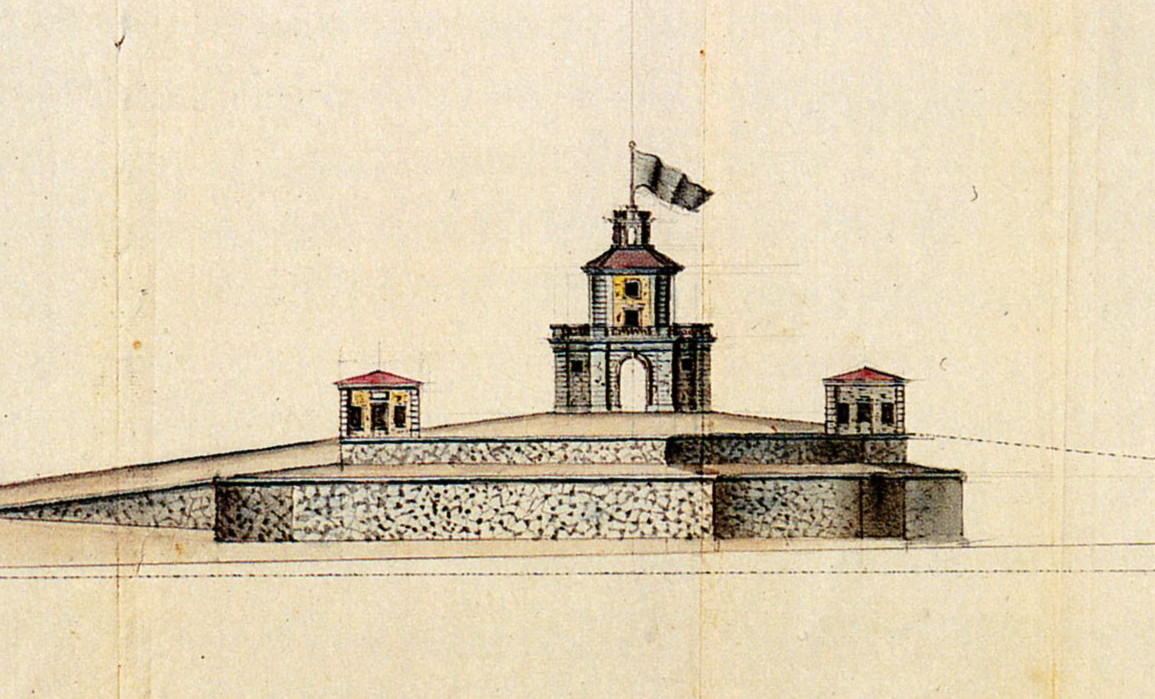
Förslag till nytt vårdtorn, 1752.

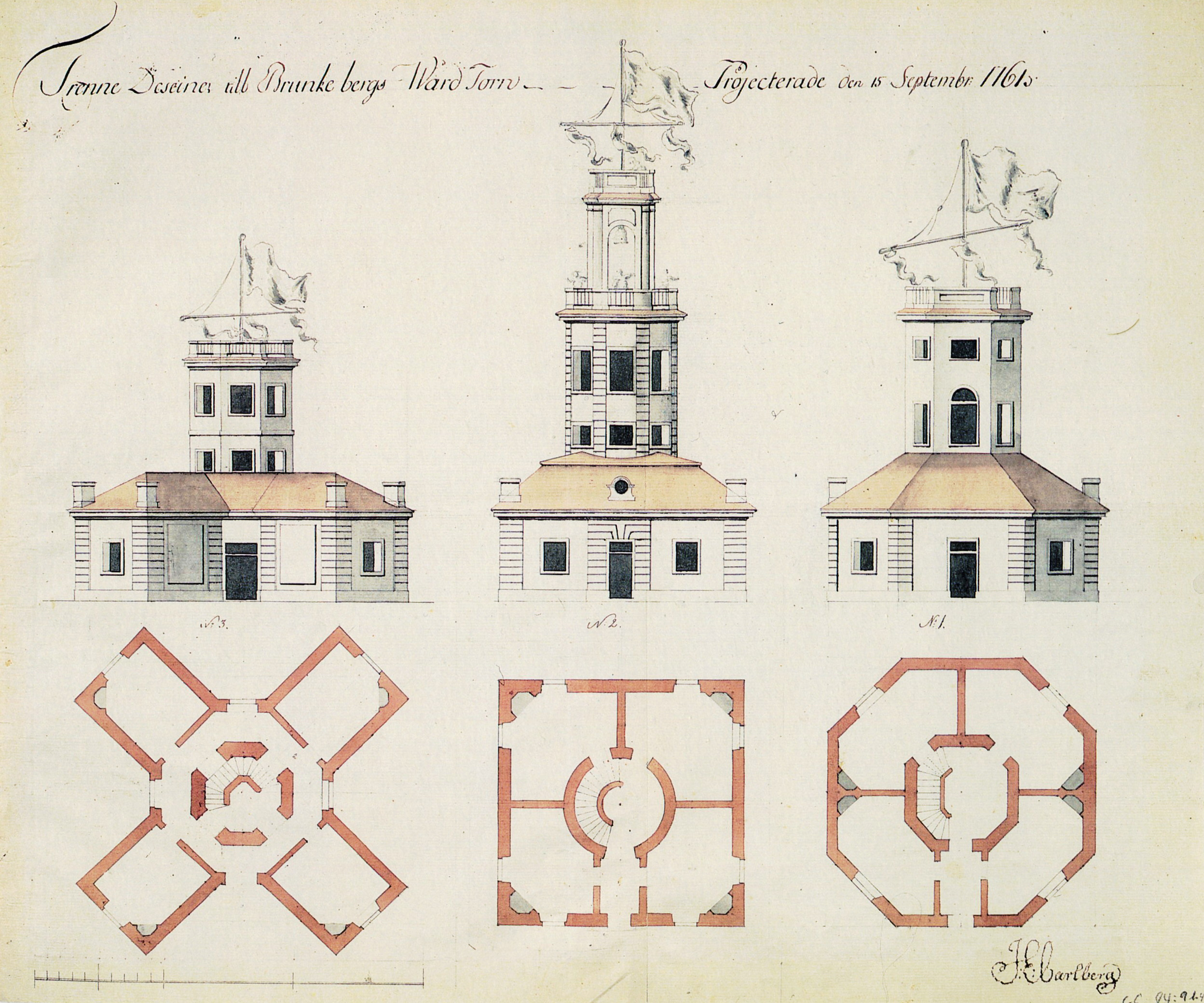
Tre förslag till nytt vårdtorn, 1761.

Kung Karl XII ville bevara hela Brunkebergsåsen, plantera den med granskog och låta bygga ett nytt ståtligt vakttorn. Sina direktiv skickade han från exilen i Turkiet. På 1740-talet började en segdragen diskussion om vårdtornets framtid. Johan Eberhard Carlberg, stadsarkitekt i Stockholm 1727–1772, fick i uppdrag att ta fram ritningar för ett nytt vårdtorn. 
Stockholms stad skulle bekosta hela företaget, men stadens styrande var mindre intresserade. Man hade inga pengar för ett nytt vårdtorn och ville helst ha bort hela åsen för framtida bebyggelse med bostadshus. Liksom kungen ville även Carlberg behålla åsen och bygga ett nytt torn. Hans kompromissförslag innebar att en del av åsen kunde schaktas bort och det sålda gruset bekosta ett nytt torn.
De påföljande åren presenterade Carlberg flera förslag om hur Brunkebergsåsen kunde omgestaltas med ett nytt vårdtorn norr om det gamla. Carlbergs ritningsförslag från 15 september 1761, Trenne Deseiner till Brunke bergs Wård Torn, visade en låg byggnad med stjärnformig plan, en hög byggnad med kvadratisk plan och ett medelhögt torn med oktagonal plan. Själv förordade han det lägsta tornet som bäst och billigast. Samma år började byggningskollegiet tvivla på att ett vakttorn på Brunkebergsåsen över huvud taget skulle behövas. Man hade exempelvis Mosebacke på Södermalm där man kunde signalera ifrån.
På en illustration av Jean Erik Rehn från 1760 syns tornet redan i förfall och provisoriskt stöttat medan folk hämtar det begärliga gruset. De ständiga grävarbetena underminerade byggnaden och 1772 inträffade ett större ras. I slutet av 1770-talet var det gamla vakttornet så fallfärdigt att ingen väktare vågade vistas där. En föreslagen ombyggnad och stabilisering med hjälp av höga granitmurar kom inte till stånd. I stället flyttade man 1769 signalverksamheten till Klara kyrkas torn. Det innebar även slutet för tankarna på ett nytt torn på Brunkeberget. Det gamla vårdtornet revs och åsen schaktades bort. På platsen anlades 1803 Brunkebergstorg och senare Gallerian och dess byggnader, uppförda i början av 1970-talet.